# Naka-no-tani
Naka-no-tani är en dal i Antarktis. Den ligger i Östantarktis. Norge gör anspråk på området.